# حربنوش
حربنوش قرية صغيرة في منطقة إدلب في محافظة إدلب في سورية.